# Verdicchio dei Castelli di Jesi classico riserva
Le Verdicchio dei Castelli di Jesi classico riserva est un vin blanc italien de la région Marches doté d'une appellation DOC depuis le 11 août 1968. Seuls ont droit à la DOC les vins blancs récoltés à l'intérieur de l'aire de production définie par le décret.
Le Verdicchio dei Castelli di Jesi classico riserva répond à un cahier des charges plus exigeant que le Verdicchio dei Castelli di Jesi classico, essentiellement en relation avec le vieillissement et le rendement.
Vieillissement légal minimum : 2 ans. 

## Aire de production
Les vignobles autorisés se situent dans les provinces d’Ancône et de Macerata dans les communes de  Apiro, Belvedere Ostrense, Castelbellino, Castelplanio, Cupramontana, Maiolati Spontini, Mergo, Montecarotto, Monte Roberto, Morro d'Alba, Poggio San Marcello, Rosora, San Marcello, San Paolo di Jesi, Serra de' Conti, Staffolo ainsi qu'en partie dans les communes de Arcevia et Serra San Quirico. Cette zone appelée classico se trouve près de la rivière Esino.

## Caractéristiques organoleptiques
- couleur : jaune paille
- odeur : caractéristique, délicat, frais
- saveur : sec, frais, légèrement amer (amarognolo)

Le Verdicchio dei Castelli di Jesi classico riserva se déguste à une température comprise entre 10 et 12 °C.  Il se gardera 2 - 4  ans.

## Production
Province, saison, volume en hectolitres :
- Ancône  (1995/96)  1187,09
- Ancône  (1996/97)  830,09